# Lentiscar
Lentiscar es la diputación más extensa del municipio de Cartagena, en la Región de Murcia. Se encuentra al noreste del término municipal, limitando al oeste con La Palma, al este El Algar, al sur con San Félix y al norte con los términos municipales de Los Alcázares y Torre-Pacheco.

## Geografía
El territorio de esta diputación es básicamente agrario. Geográficamente se encuentra al noreste de la ciudad de Cartagena y en su extremo oriental linda con las aguas del Mar Menor. El accidente geográfico más reseñable es el cono volcánico de El Carmolí.
Hoy día la diputación del Lentiscar es una de las grandes extensiones del Campo de Cartagena que ha transformado totalmente su tradicional agricultura de secano en regadío y macrorregadío, mediante las aportaciones de agua recibidas del trasvase Tajo-Segura, predominando entre los cultivos las hortalizas y los agrios, así como actividades avícolas en granjas.  
Su territorio está atravesado por la importante vía de comunicación que es la Autopista del Mediterráneo, que une Cartagena con Alicante y por una densa red de caminos rurales. 

## Historia
Históricamente esta zona ha sido de importante tránsito en dirección a la ciudad de Cartagena y desde muy antiguo existió el llamado Camino de la Ylada, que era la antigua vía romana que venía de Tarragona a Carthago Nova, entrando en la diputación de Lentiscar por Hoya Morena en dirección a La Aparecida y por las proximidades del actual monumento de la Torre Ciega se dirigía a la ciudad. Otro de los caminos que atravesaba esta diputación es el que conducía a los peregrinos al monasterio de San Ginés de la Jara. 
La relación pormenorizada de estas diputaciones no aparecerá hasta el año 1715, con motivo del Reparto de la Sal, señalándose entre las 17 existentes El Lentiscar, con 85 vecinos, 340 habitantes y correspondiéndole en el reparto un 6,1 %. Aunque esta articulación en diputaciones no tendrá reconocimiento oficial hasta muchos años después, en el año 1787 con motivo del censo de Floridablanca, se cita El Lentiscar como aldea de Realengo con alcalde pedáneo. 
En el año 1930 el censo de población arroja la cifra de 1413 habitantes de derecho.

## Demografía
El padrón municipal de 2016 asigna a la diputación 2.036 habitantes (754 extranjeros), repartidos en los siguientes núcleos de población: El Carmolí (240); La Puebla (1.098); La Puebla (diseminado) (20); Lo Tacon (diseminado) (42); Los Beatos (70); Los Beatos (diseminado) (47); Los Castillejos (17); Los Roses (124); Los Rosiques (30); Los Rosiques (diseminado) (26); Punta Brava (135); Bahía Bella (164); Urb. La Fuensanta (23).

## Festividades
Las fiestas de esta diputación son del 19 a 25 de agosto en El Carmolí y del 1 al 16 de junio en La Puebla.